# Quenstedtoceras
Quenstedtoceras – rodzaj głowonogów z wymarłej podgromady amonitów, z rzędu Ammonitida.
Żył głównie w epoce środkowej jury (kelowej). Spotykany również w osadach najniższego oksfordu (górna jura).